# Mikajel Nalbandjan

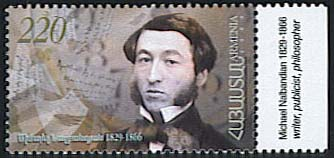
Mikajel Nalbandjan på ett armeniskt frimärke.

Mikajel Nalbandjan (armeniska: Միքայել Նալբանդյան; ryska: Микаэл Лазаревич Налбандян: Mikael Lazarevitj Nalbandjan), född 2 november 1829, död 31 mars 1866, var en armenisk författare. Texten till Armeniens nuvarande nationalsång, "Mer Hajrenik", är baserad på en dikt av Nalbandjan.